# El lago (novela de Kawabata)
El lago (en japonés: みづうみ) es una novela corta del escritor ganador del premio Nobel de Literatura Yasunari Kawabata. Fue publicada en 1954. El libro narra la vida de un profesor llamado Gimpei Momoi. La novela fue adaptada al cine por Yoshishige Yoshida bajo el título Woman of the Lake en 1966.

## Sinopsis
Ambientada en Karuizawa, la novela alterna entre Momoi, ahora de mediana edad, y recuerdos recurrentes de un lago de su ciudad natal, y sus interacciones con varias mujeres, comenzando con un pariente y las incómodas circunstancias que rodean la muerte de un familiar. Luego, la novela explora su conexión con una mujer que pierde un bolso lleno de dinero ganado durante varios años como amante de un hombre mayor, así como una relación con una estudiante, Hisako, cuando Momoi es maestro, una relación que comienza con una solicitud un tanto extraña de una buena cura para una afección en el pie que sufre Momoi y luego examina las circunstancias de la familia de Hisako, que son acomodados en la era inmediata a la posguerra. Finalmente, Momoi, ahora de mediana edad, sigue a una niña durante un período de verano previo a un festival y se cruza con una mujer más cercana a su edad.